# Slow (DJ)

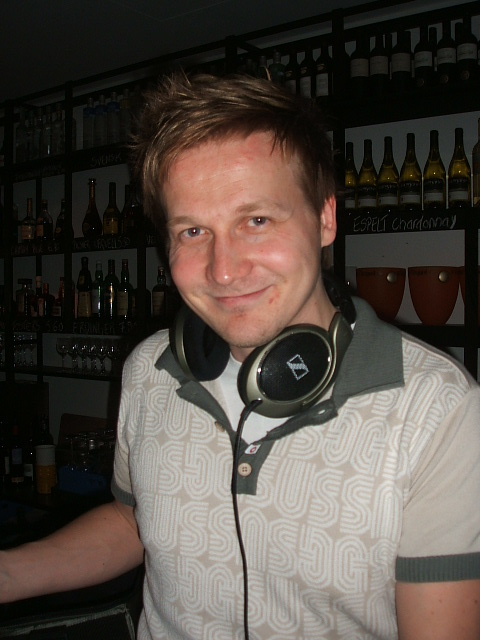
Slow en «La Cocina», Helsinki.

Slow (también conocido como DJ Slow) es el nombre artístico de Vellu Maurola, un DJ y productor musical finlandés.
Nació en Vantaa, Finlandia en 1975. Sus primeros encuentros con el hip-hop fueron de mano de bandas como Run-DMC, Public Enemy y Eric B & Rakim, que influyeron ampliamente en su elección de ser DJ.
Actualmente es conocido por su tranquilo, y a la vez groove (música), estilo de nu-jazz, como también por ser un versátil productor de música comercial para publicidades, TV y cine.

## Carrera
En 1990 conoció a JA-Jazz, que también era un DJ y trabajaba en la misma tienda de música que Slow. Con el dinero ahorrado de su trabajo nocturno, Slow compró distintos elementos y técnicas para perfeccionarse.
Participó en el DMC Mixing Championships (de Finlandia), y ganó dicho concurso 5 años seguidos, en: 1992, 1993, 1994 y 1995.
La amistad con JA-Jaz continuó, y en 1995 le presentó a James Spectrum y juntos formaron una banda llamada Pepe Deluxé. Su estilo podría describirse como una mezcla de big beat, trip-hop y hip hop. El primer álbum de la banda, lanzado en 1998, se tituló «Three Times a Player»; fue elegido como disco del mes por la revista Muzik. 
Una canción del álbum, «Woman in Blue, atrajo la atención de la marca de pantalones Levi's, que eligió la canción para incluirla en su campaña publicitaria mundial en el año 2001.
Después de mucha promoción y conciertos alrededor del mundo, Slow decidió apartarse del grupo porque deseaba prufundizar su carrera como solista.
Entre 1999 y 2001 trabajó a la cabeza de A&R en EMI Finlandia, lanzando una nueva etiqueta dance llamada Nozle. Ésta incluía singles como los de Campaus, Z-MC, y Jori Hulkkonen's Step Time Orchestra.
En el 2002 Slow formó SlowHill con Tapani Rinne (intérprete de saxo y clarinete bajo, conocido por su banda RinneRadio). SlowHill fusionó sonidos de jazz con ritmos electrónicos, y su primer álbum, Finndisc, fue lanzado por Blue Note Records. En el mismo año, el sencillo de DJ Slow llamado "Go to funk" llegó el puesto número 1 en el Finnish Dance Chart, y alcanzó el número 19 en el Official Singles Chart.
En 2003 Slow trabajó en varios remixes y música de series de TV para la televisión finesa.
En 2005, SlowHill lanzó su segundo álbum, Fennika, publicado por Plastinka Records. Con Tapani Rinne también hizo la banda sonora para la película finlandesa Koti-ikävä, que estuvo nominada al equivalente finés al Oscar, el Jussi. 
El 2006 fue un año destacado para Slow: Fue invitado para la apertura del 40 aniversario del Midem International Music Market, sus discos solistas fueron publicados en Japón por Columbia Records, fue invitado al Klara Festival en Bruselas, y produjo música para Nokia, Finlandia Vodka e Ikea, entre otras cosas.

## Discografía

### Álbumes
- Slow: Pronto!(Plastinka Records) 2006.
- SlowHill: Fennika(Plastinka Records) 2005.
- DJ Slow: This Is Now (Tiger Helsinki/BMG) 2004.
- SlowHill: Finndisc(Blue Note) 2002.

### Compilaciones
- Various Artists Eat&Joy vol.1 - mixed and compiled by DJ Slow (Plastinka Records) 2005.